# Morestel
Morestel este o comună din Franța, situată în departamentul Isère, în regiunea Ron-Alpi. 

## Demografie
| 1962 | 1968 | 1975 | 1982 | 1990 | 1999 |
| ---- | ---- | ---- | ---- | ---- | ---- |
| 1455 | 1782 | 2308 | 2738 | 2972 | 3034 |

## Personalități legate de comună
- François-Auguste Ravier, pictor.

## Galerie foto

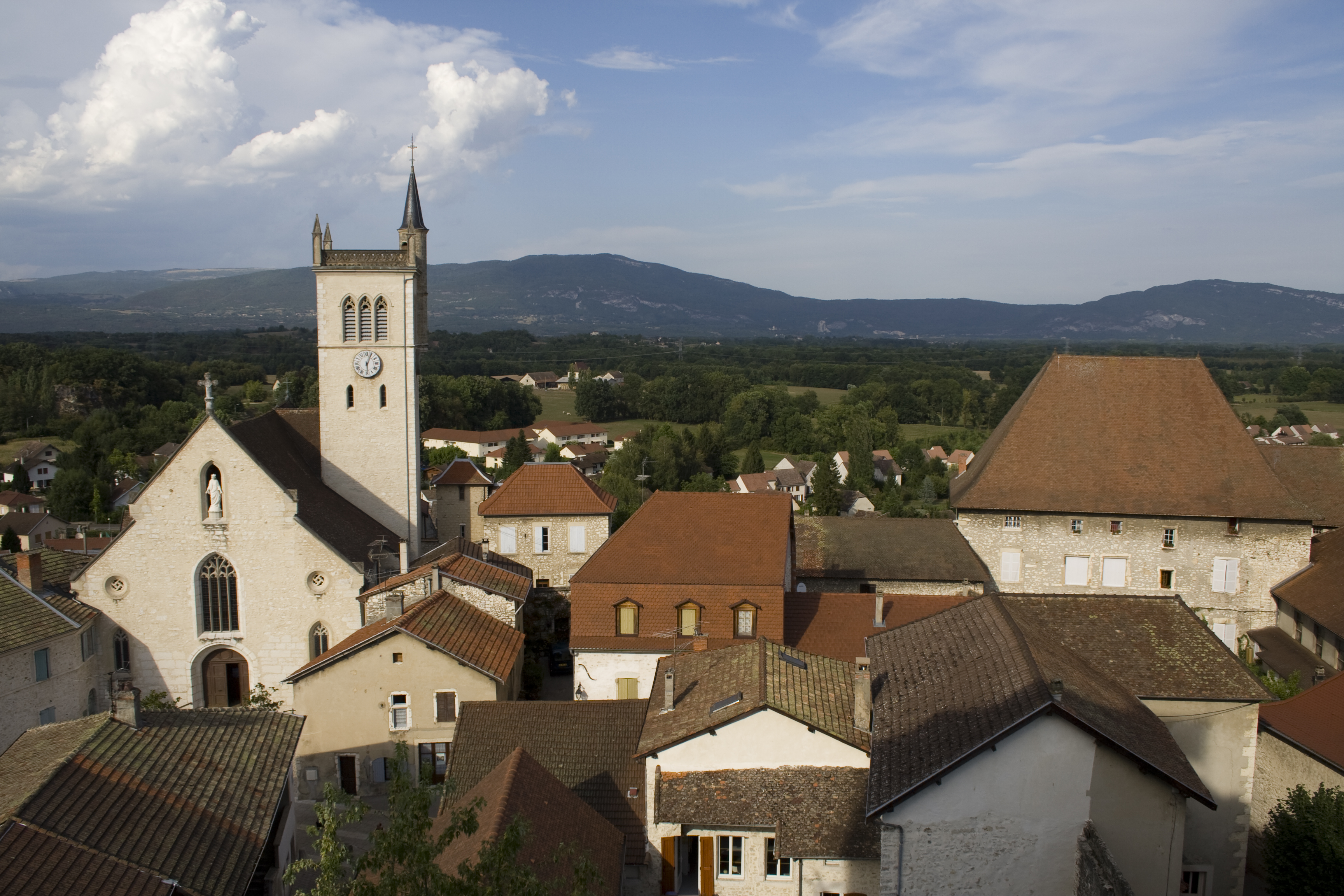
Biserica „Sfântul Simforian” din Morestel
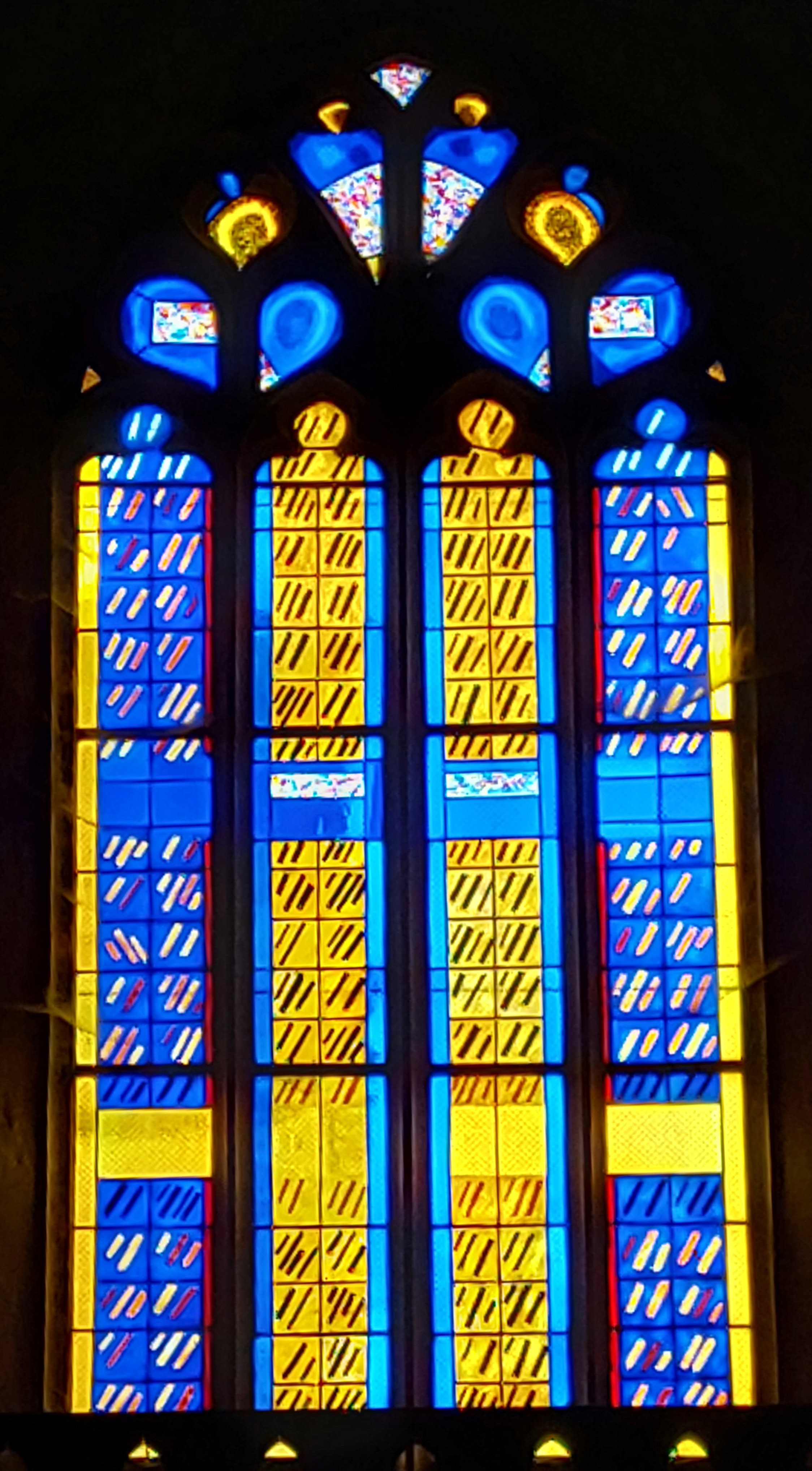
Vitraliu al Bisericii „Sfântul Simforian” din Morestel
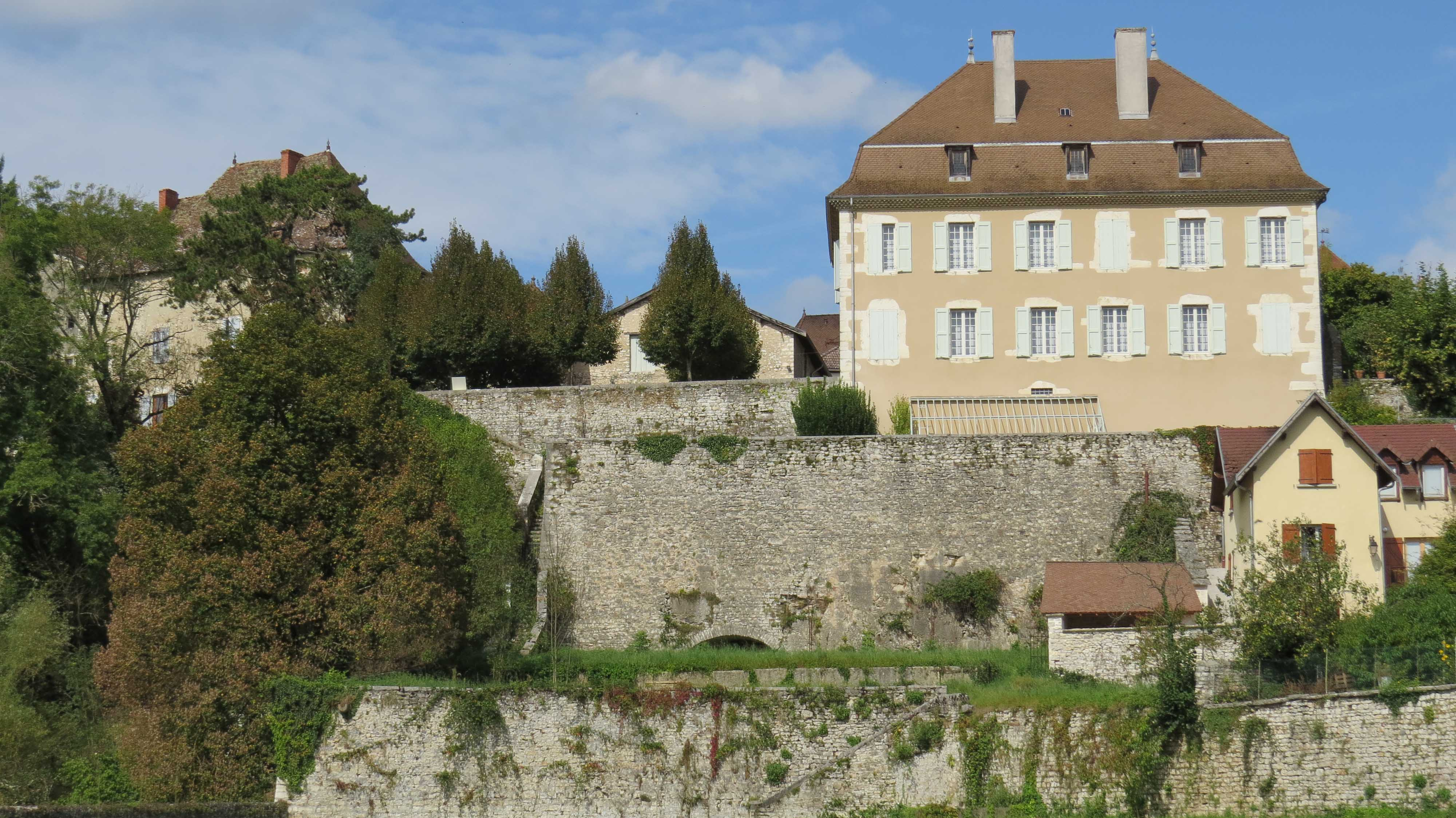
Casa Ravier

1. ↑  répertoire géographique des communes, accesat în 26 octombrie 2015
2. ↑  dataset of postal codes in France, 1 octombrie 2018